# Castelo de Eliçabéa

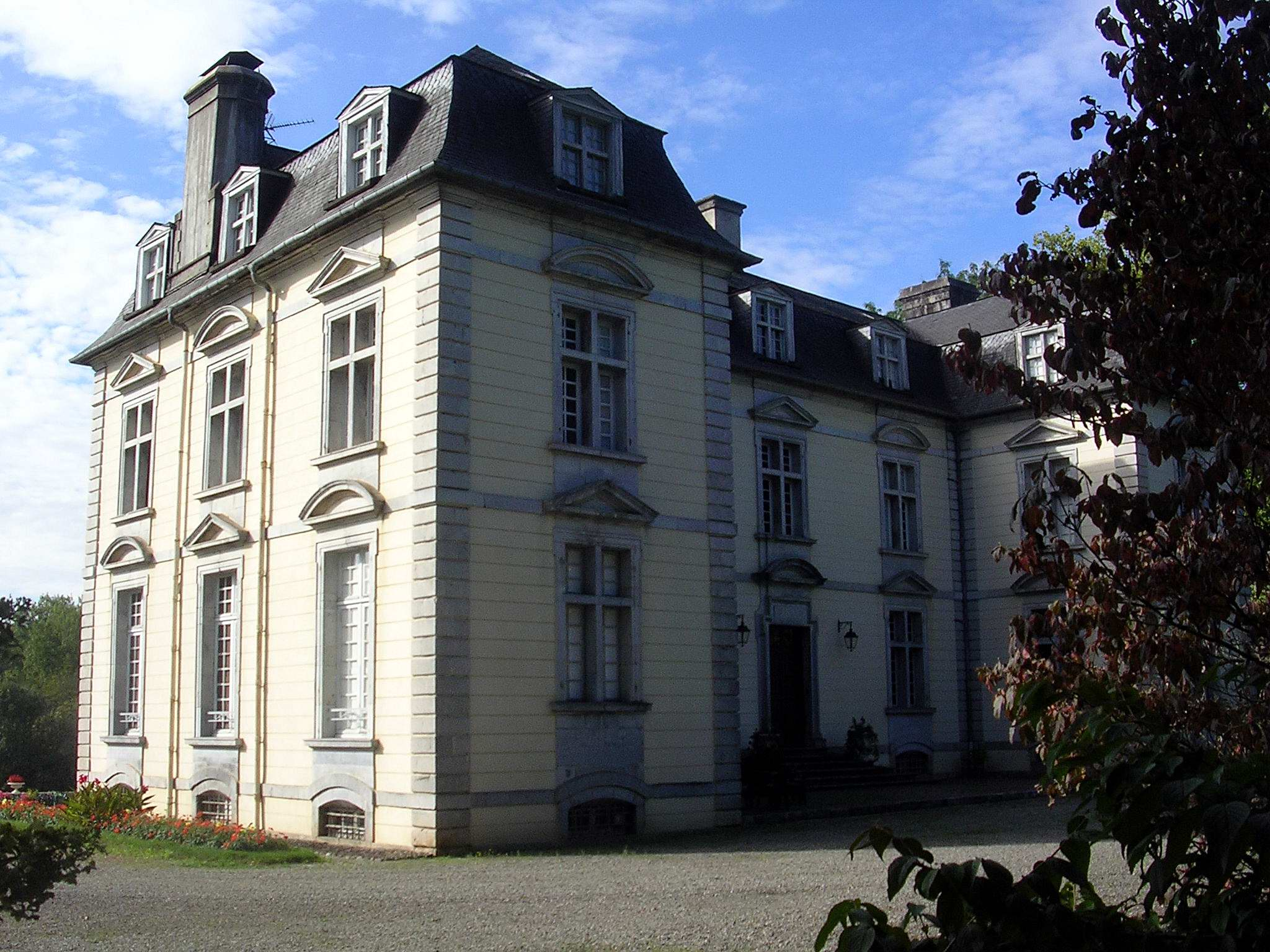
Château de Trois-Villes

O castelo de Eliçabéa (ou Elizabea) situa-se na comuna francesa de Trois-Villes, no departamento francês dos Pirenéus-Atlânticos. De estilo clássico, foi inscrito como monumento histórico (da França) a 29 de agosto de 1986.

## História
O castelo foi construído de 1660 a 1663 para o conde de Tréville Jean-Armand du Peyrer, antigo Capitão Tenente da companhia de mosqueteiros de Luís XIII, imortalizado por Alexandre Dumas no seu romance Os Três Mosqueteiros.